# بيزو ديل رامولاز
بيزو ديل رامولاز (بالإنجليزية: Pizzo del Ramulazz)‏ هو أحد جبال سلسلة جبال الألب ليبونتيني ويقع في كانتون غراوبوندن/كانتون تيسينو في سويسرا. يحتل المرتبة رقم 235 في قائمة جبال سويسرا من حيث الارتفاع، إذ يبلغ ارتفاعه حوالي 2939 متر، بينما يبلغ ارتفاع نتوء الجبل 324 متر.